# Вест Појнт (Мисисипи)
Вест Појнт (енгл. West Point) град је у америчкој савезној држави Мисисипи.

## Демографија
По попису из 2010. године број становника је 11.307, што је 838 (-6,9%) становника мање него 2000. године.
| Група             | 2000.         | 2010.         |
| Белци             | 5.165 (42,5%) | 4.212 (37,3%) |
| Афроамериканци    | 6.823 (56,2%) | 6.943 (61,4%) |
| Азијати           | 27 (0,2%)     | 20 (0,2%)     |
| Хиспаноамериканци | 120 (1,0%)    | 99 (0,9%)     |
| Укупно            | 12.145        | 11.307        |